# Magnali
El magnali és un aliatge d'alumini, Al, amb un contingut del 0,5 al 10% de magnesi, Mg. La presència d'aquest element augmenta la duresa, la tenacitat i la resistència a la tracció, alhora que disminueix la densitat. Hom el transforma per laminació i emmotllament, i és emprat en la construcció aeronàutica, d'automòbils, en la indústria química i de l'alimentació.